# 강유미
강유미(1983년 5월 17일~)는 대한민국의 개그우먼, 배우이다.

## 학력
- 경안초등학교 (졸업)
- 경화여자중학교 (졸업)
- 경화여자고등학교 (졸업)
- 인덕대학교 방송연예과 전문학사 (졸업)

## 출연작

### 드라마
- 2005년 KBS 2TV 일일시트콤 《사랑도 리필이 되나요?》
- 2006년 KBS 2TV 주말연속극 《소문난 칠공주》 - 안공주 역
- 2007년 SBS 금요드라마 《아들찾아 삼만리》- 박정나 역
- 2009년 SBS 월화 미니시리즈 《천사의 유혹》- 김연재 역
- 2010년 MBC 월화드라마 《동이》- 애종 역
- 2012년 tvN 수목드라마 《로맨스가 필요해 2012》- 무속인 역 (특별출연)
- 2012년 tvN 화요드라마 《응답하라 1997》 - H.O.T 팬클럽 전국 회장 역 (특별출연)

### 예능
- KBS2 《개그콘서트》
- tvN 《폭소클럽》
- tvN 《곽씨네LP바》
- tvN 《코미디빅리그》
- tvN 《SNL 코리아》
- 2022년 MBC 《심야괴담회》 - 51회

### 교양
- 2020년 KBS1 《이슈 픽 쌤과 함께》

## 수상 내역
- 2004년 KBS 연예대상 코미디 부문 여자 신인상
- 2006년 제33회 한국방송대상 올해의 방송인상 통합 코미디언부문(8호)
- 2006년 제13회 대한민국 연예예술상 여자희극인부문상
- 2006년 KBS 연예대상 코미디 부문 여자 우수상
- 2007년 엠넷 20대의 선택 미스 코미디언상
- 2009년 KBS 연예대상 코미디 부문 여자 우수상
- 2009년 KBS 연예대상 코미디 부문 최우수코너상
- 2009년 Mnet 20s Choice 핫 캐릭터상
- 2010년 제46회 백상예술대상 TV부문 여자 TV예능상